# Société hippique française
La Société hippique française (SHF) est une association loi de 1901 fondée en 1865 qui a pour missions de rassembler, structurer et développer les différents acteurs de la filière cheval en termes de production, valorisation et commercialisation des jeunes chevaux et poneys de sport. Elle est reconnue d’utilité publique et agréée par le Ministère de l’Agriculture et de la Souveraineté Alimentaire en tant que Maison Mère de l'élevage de chevaux et poneys de sport et de loisirs.
Comme société mère du jeune cheval et poneys de sport et loisir, en liaison avec le Ministère chargé de l’agriculture, elle assume une double mission de représentation de la filière agricole équine et de réalisation du contrôle des performances.
Son but est de conduire, en liaison avec les organismes de sélection (OS) qui en sont membres, une politique de promotion de l’élevage des produits issus des races concernées via la caractérisation, la formation, l’éducation, la valorisation et la commercialisation des jeunes chevaux et poneys, de sport et de loisir, en France.

## Historique

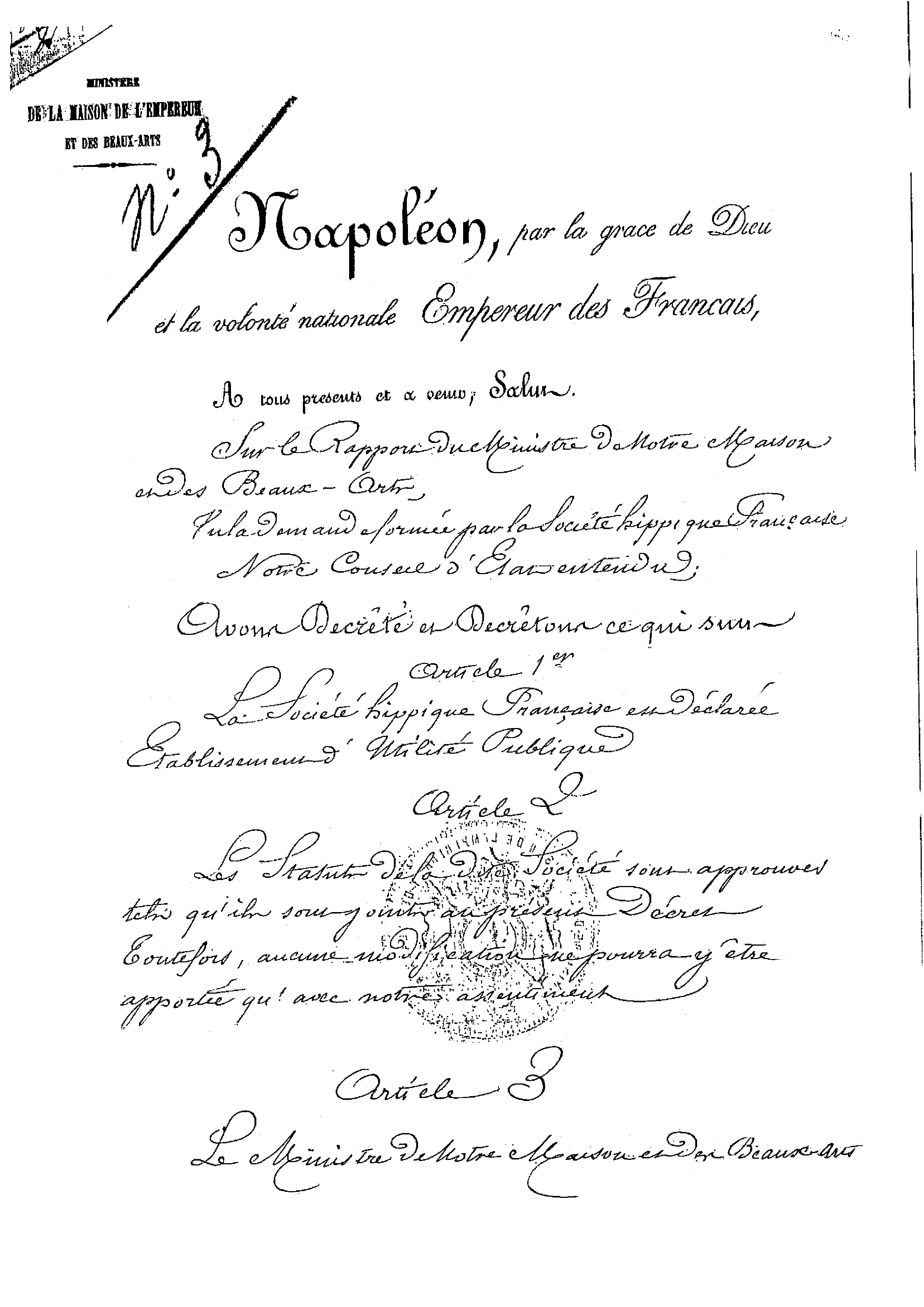
Décret de Napoleéon III (1866).

La Société Hippique Française (SHF), fondée en 1865, est reconnue d’utilité publique depuis le 16 octobre 1866 par décret de l’Empereur Napoléon III. Elle avait initialement pour mission d’organiser des concours pour les chevaux de service, attelés et montés, essentiels aux transports, à l’agriculture et aux besoins militaires.
Dès 1866, elle met en place son premier concours central au Palais de l’Industrie à Paris, destiné aux chevaux hongres et juments de 4 à 6 ans. À partir de 1870, elle introduit des épreuves de saut d’obstacles et, en 1876, elle organise son premier concours hippique international pour les chevaux de tous âges et de toute nationalité, notamment anglais et irlandais. Elle étend progressivement son action en région avec la création de concours à Nantes (1874), Bordeaux (1875), Lille, Nancy et Lyon (1876).
En 1887, la SHF organise le premier et plus ancien concours de saut d’obstacles en France, à Vichy, sur le terrain de l’actuel Stade équestre du Sichon.

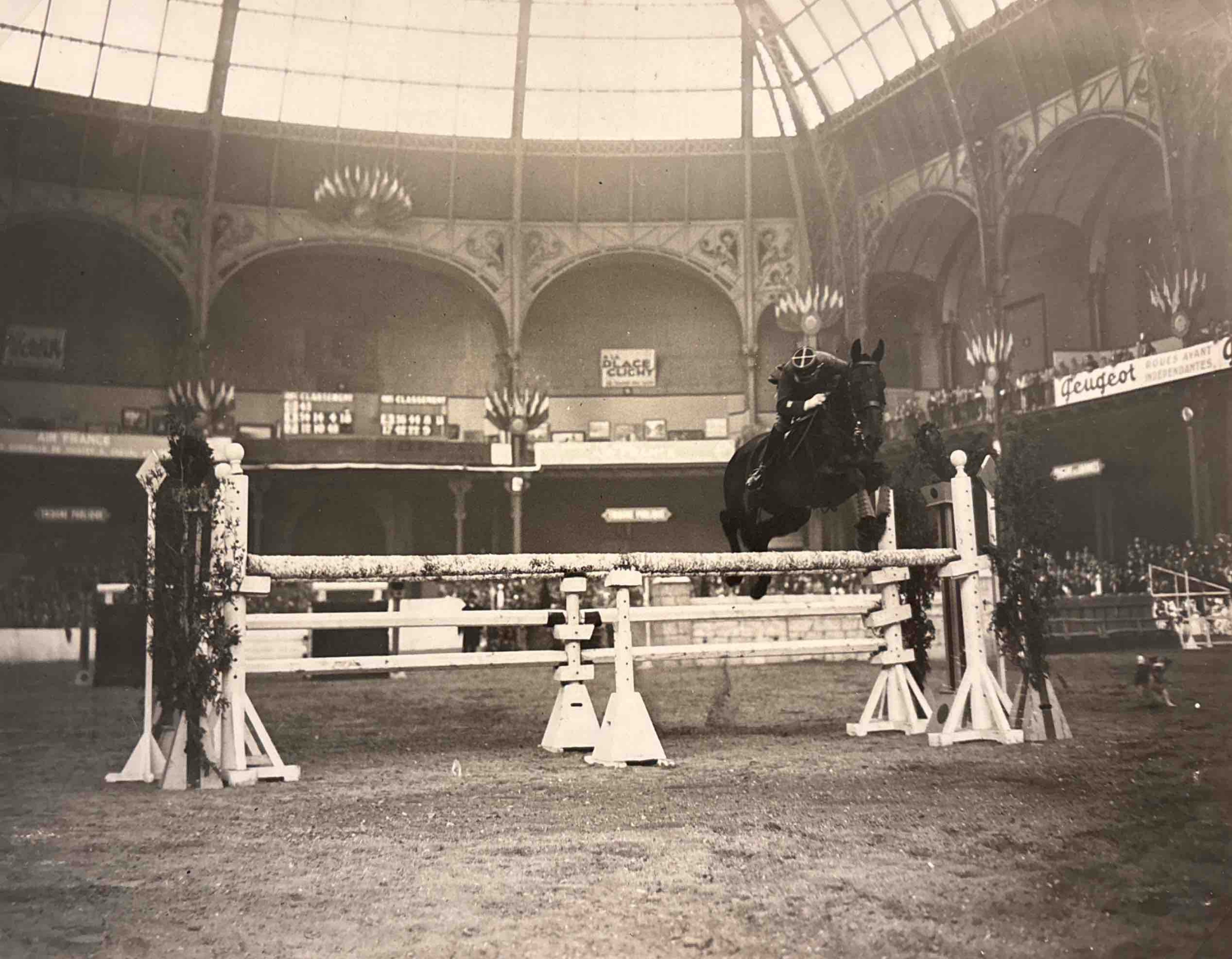
Concours central au Grand Palais.

À partir de 1901 et jusqu’en 1940, le concours central se tient au Grand Palais à Paris. Après la Première Guerre mondiale, la SHF accompagne la transformation de l’élevage français en développant la production de chevaux de selle, en mettant en place un programme complet d’épreuves de modèle et allures, d’extérieur et de sauts d’obstacles.
Elle poursuit sa mission de premier organisateur de concours hippiques, permettant en 1933 au cheval vendéen Vol au Vent, par Ignotus, un mémorable saut à 2,38 m lors du concours au Grand Palais.
L’année 1937 marque l’organisation du premier Concours de Saut International Officiel (CSIO) à Paris par la SHF, tandis qu’en 1950, elle met en place le premier Championnat de France de saut d’obstacles à Fontainebleau. Entre 1952 et 1979, elle prend en charge le contrôle et la gestion des sociétés de concours de saut d’obstacles avant le transfert de cette activité à la Fédération équestre française dont elle est le premier adhérent.
En 1972, la SHF est officiellement agréée par le Ministère de l’Agriculture comme Société Mère des épreuves de jeunes chevaux en France. Elle structure les compétitions en 1973 avec la création de deux cycles d’épreuves de saut d’obstacles : le Cycle Classique et le Cycle Libre. Dix ans plus tard, en 1982, elle organise la première Grande Semaine de l’Élevage à Fontainebleau, un événement rassemblant les finales des jeunes chevaux de 4, 5 et 6 ans.
L’évolution de la SHF se poursuit avec des dates clés : 
- 2000 : intégration des épreuves jeunes chevaux d’endurance.
- 2003 : ouverture des épreuves SHF aux chevaux étrangers européens.
- 2006 : prise en charge du circuit d’épreuves jeunes poneys.
- 2011 : la SHF regroupe l'ensemble de la filière élevage, incluant les Associations Nationales de Races, les Associations Régionales d'Eleveurs, la Chambre Syndicale du Commerce des Chevaux de France (CSCCF), les acteurs socios représentatifs et les personnes qualifiées.

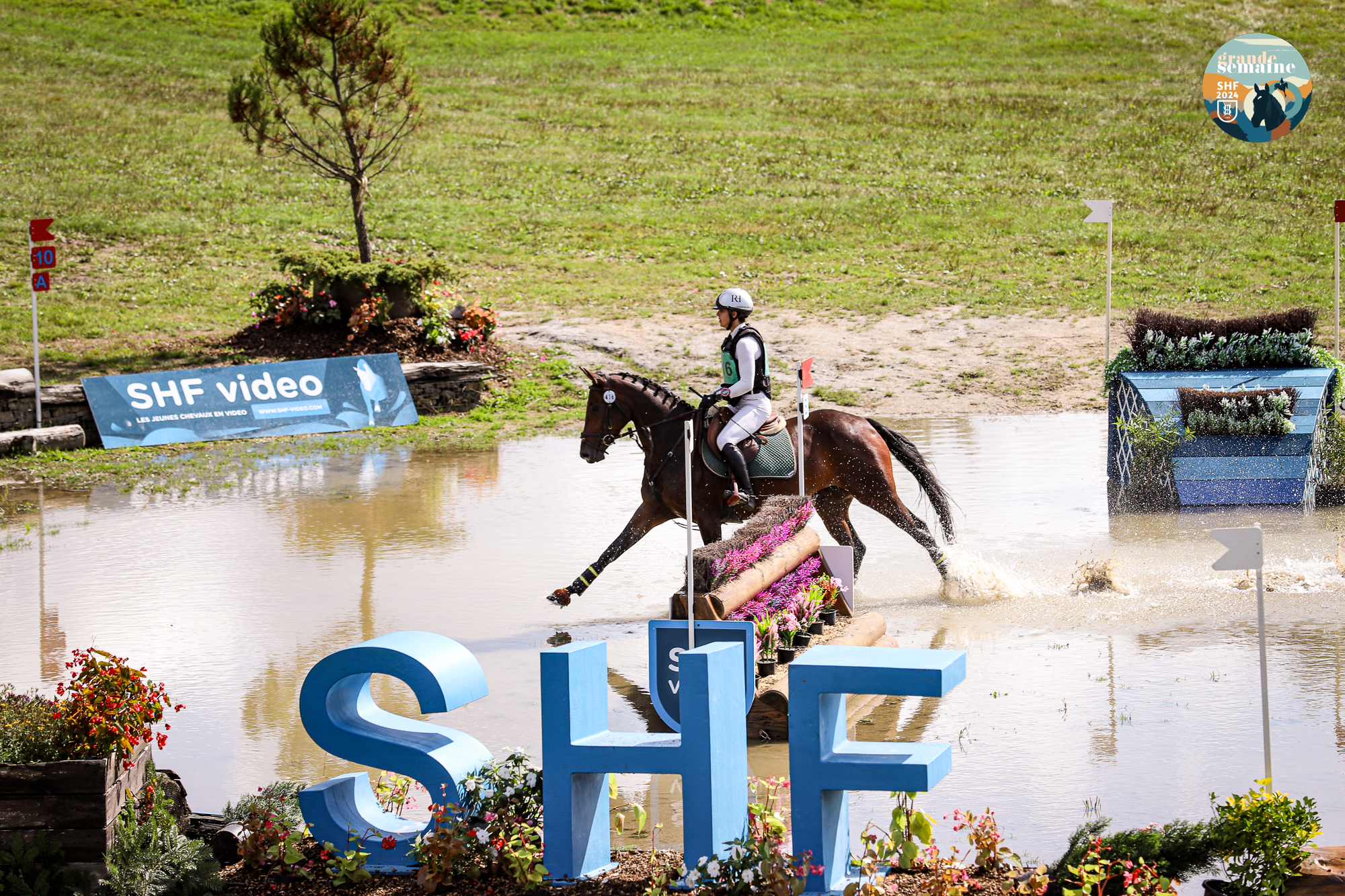

La SHF a poursuivi sa modernisation :
- 2013 : création de la plateforme SHF market, site de référence pour la vente de chevaux, totalisant plus de 650 000 utilisateurs. Ce site gratuit est devenu le site de référence sur le marché national.
- 2017 : lancement de SHF video, une plateforme permettant la diffusion de plus de 50 000 vidéos par an.
- 2018 : centralisation des services de la filière sur le site internet www.shf.eu
- 2019 : prise en charge du versement des primes PACE[1].
- 2023 : mise en place de la Prime aux Naisseurs[2].
- 2024 : la SHF révise ses statuts pour devenir la maison mère du jeune cheval de sport et de loisir et refléter ses nouvelles missions.

## Les présidents de la SHF

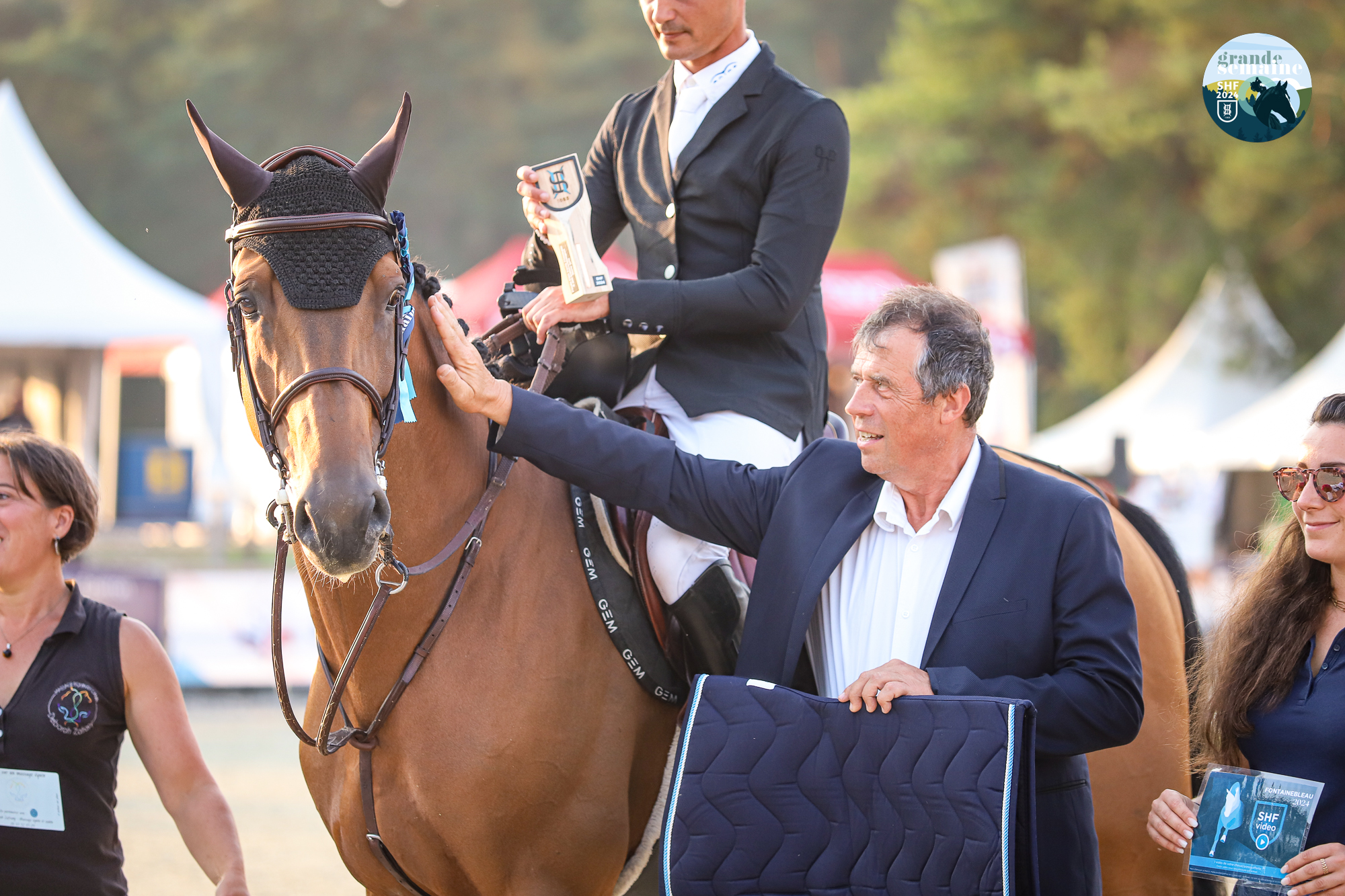
Michel Guiot, président de la SHF lors de la Grande Semaine de Fontainebleau 2024.

- 1865 - 1893 : Marquis Augustin de Mornay
- 1896 - 1900 : Comte de Juigné
- 1900 - 1903 : M. de la Haye Jousselin
- 1903 - 1933 : Baron du Theil
- 1933 - 1951 : Marquis de Juigné
- 1951 - 1963 : Comte de Vienne
- 1963 - 1968 : Comte de Rochefort
- 1968 - 1978 : Marquis du Vivier
- 1978 - 1986 : Colonel Fresson
- 1986 - 1996 : Colonel O'Delant
- 1996 - 1999 : Général Méhu
- 1999 - 2005 : Jacques Bastin-Lavauzelle
- 2005 - 2012 : Marc Damians
- 2012 - 2021 : Yves Chauvin
- 2021 - : Michel Guiot

## Membres
Sont membres de la Société hippique française :
- Les membres qualifiés, adhérents à l’association
- Les organismes de sélection (OS) de chevaux et poneys agréés affiliés à la SHF ;
- Seules les races disposant d’un livre généalogique en France et disposant d’un programme de sélection peuvent en faire la demande.

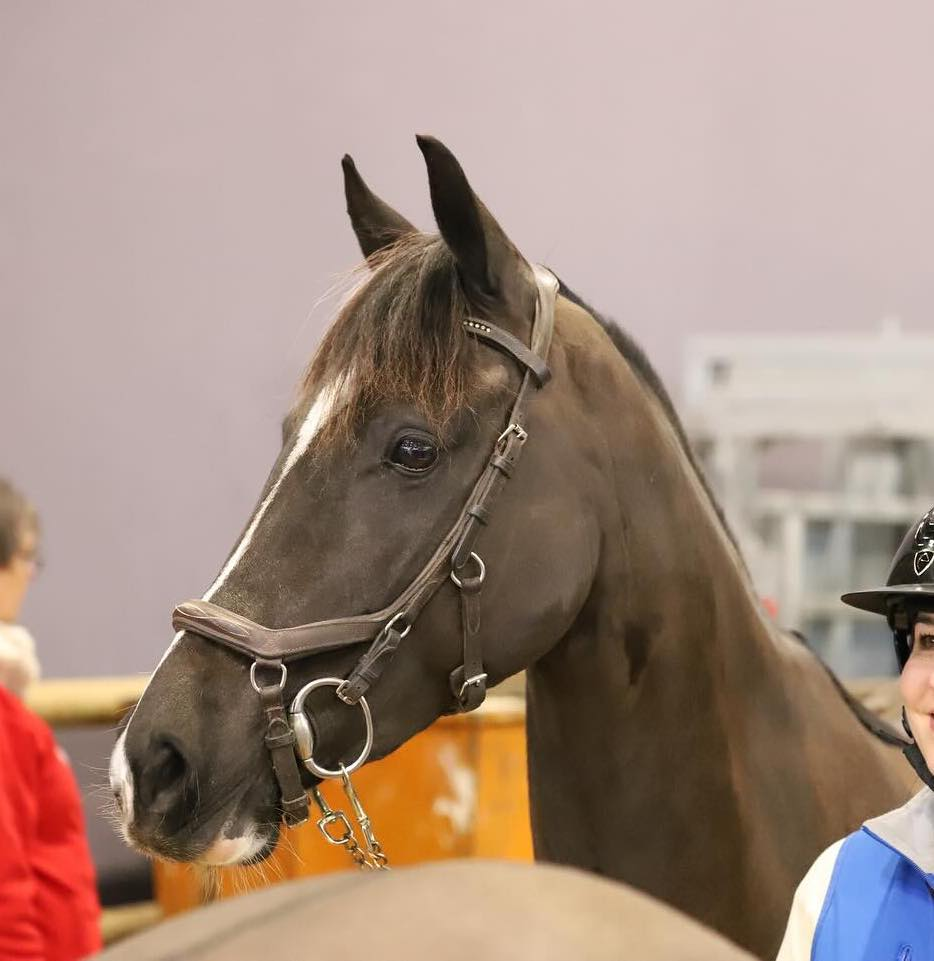
Poney de race Welsh.

En 2024, les OS affiliés à la SHF sont : Arabe et Demi-Sang Arabe, Anglo-Arabe, Cheval de dressage français, Selle Français, Connemara, Criollo, Dartmoor, Fjord, Haflinger, Highland, Irish-Cob, Islandais, New Forest, Poney Français de Selle, Shetland et Welsh, ainsi que leurs registres de croisement associés.
- Les associations représentatives d’éleveurs en région affiliées à la SHF ; Sont affiliées à la Société hippique française, les associations représentatives d’éleveurs d’équidés en région dont la demande d’affiliation a été approuvée par le conseil d’administration au regard de leur représentativité et ayant réglé leur cotisation.

Son conseil d'administration est constitué de 24 membres issus des 3 collèges :
- 1er collège : 8 membres délégués, représentant les organismes de sélection affiliés.
- 2e collège : 4 membres délégués, représentants des associations représentatives d’éleveurs en région.
- 3e collège : 12 membres délégués, représentant les membres qualifiés.

Plusieurs commissions techniques proposent au comité exécutif et conseil d'administration des évolutions règlementaires et des projets de développement dans chaque discipline.
Elles sont composées de membres reconnus pour leurs compétences techniques.

## Missions
Son rôle central dans la filière équine repose sur une double mission de représentation de la filière agricole équine et de réalisation du contrôle des performances.
La SHF fédère l’ensemble des acteurs impliqués dans la production, la valorisation et la commercialisation des jeunes chevaux et poneys de sport et de loisirs. Elle regroupe les éleveurs, cavaliers, meneurs et propriétaires de jeunes chevaux et poneys, les organismes de sélection, les associations régionales d’éleveurs, ainsi que les juges, techniciens et experts reconnus pour leurs compétences. Ce mode de représentation élargi, incarné par le Conseil d’Administration, confère à la SHF une légitimité et un poids institutionnel tant au niveau national qu’international. Ses orientations stratégiques et actions de développement sont définies en concertation avec l’ensemble de la filière, garantissant une prise en compte de l’intérêt général.
En tant qu’organisme structurant la filière, la SHF joue un rôle clé dans l’organisation et la mise en place d’une politique cohérente pour l’élevage des chevaux et poneys de sport et de loisirs. Elle œuvre à la gestion et à la coordination des actions des différents acteurs du secteur tout en favorisant des synergies efficaces entre éleveurs, cavaliers, propriétaires et institutions.
Forte de son expertise et de son ancrage historique, la SHF s’engage activement dans le développement de l’élevage équin français. Dans le domaine de la production, elle assure la coordination des programmes d’élevage, l’harmonisation des critères de jugement et la définition des priorités en matière d’aides de l’État afin d’offrir un soutien efficace aux éleveurs. Pour la valorisation des chevaux et poneys, elle veille à concilier et harmoniser les règlements et à améliorer la qualité des circuits existants tout en optimisant les coûts. En matière de commercialisation, elle met en cohérence les actions actuelles afin de renforcer la visibilité des jeunes chevaux et poneys, développe de nouveaux événements pour faciliter les échanges entre éleveurs, acheteurs et cavaliers et encourage l’utilisation des nouvelles technologies pour moderniser les plateformes de mise en marché.
Au-delà de ces missions, la SHF s’investit également dans la coordination de programmes techniques, scientifiques et promotionnels innovants au service de l’ensemble de la filière. Elle conçoit et soutient des formations adaptées aux techniciens, cavaliers et éleveurs, leur permettant d’améliorer leurs compétences et d’accompagner l’évolution des pratiques.
Grâce à ces actions, la SHF demeure un acteur incontournable du développement de l’élevage équin en France, alliant tradition et modernité pour répondre aux défis de demain.

## Activités
La SHF accompagne les organismes de sélection qui lui sont affiliés en gérant notamment la caractérisation et la formation du jeune cheval ou poney de sa naissance jusqu’à l’âge de 6 ans. Ce circuit de caractérisation et de  formation se distingue en 2 grandes catégories

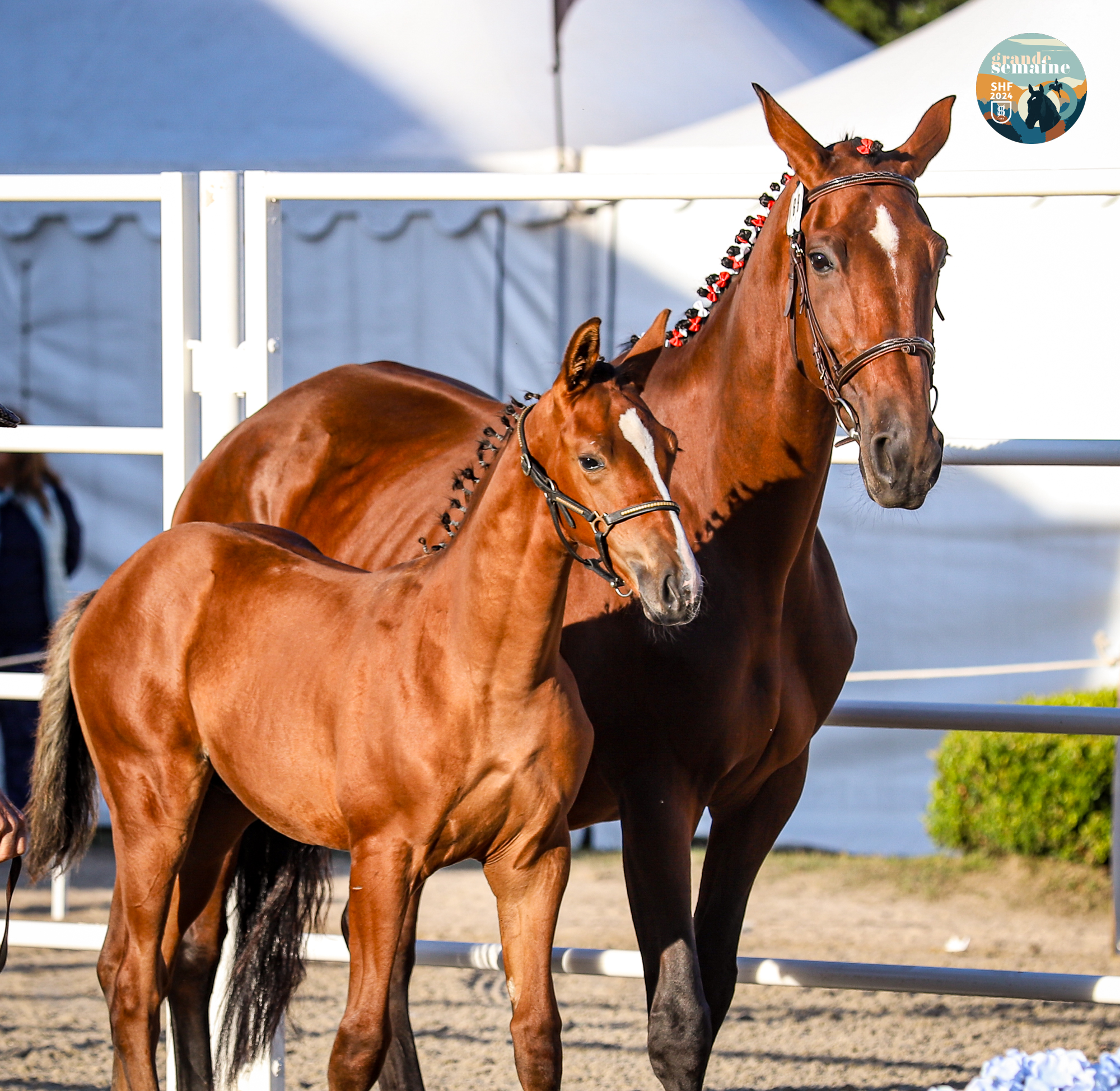
Présentations des foals lors de la Grande Semaine de Pompadour 2024.

- Les concours d’élevage et de caractérisation pour les jeunes chevaux et poneys jusqu’à l’âge de 3 ans et les reproducteurs.
- Les concours de formation et valorisation pour les jeunes chevaux et poneys de 4 à 6 ans.

En concours d’élevage, les équidés sont caractérisés et évalués selon les standards de leur race ou d’une discipline donnée. Les concours se déclinent au niveau local, régional et national. Il s’agit d’évaluer la qualité d’un jeune cheval et donc de la qualité des reproducteurs dans un livre généalogique donnée.

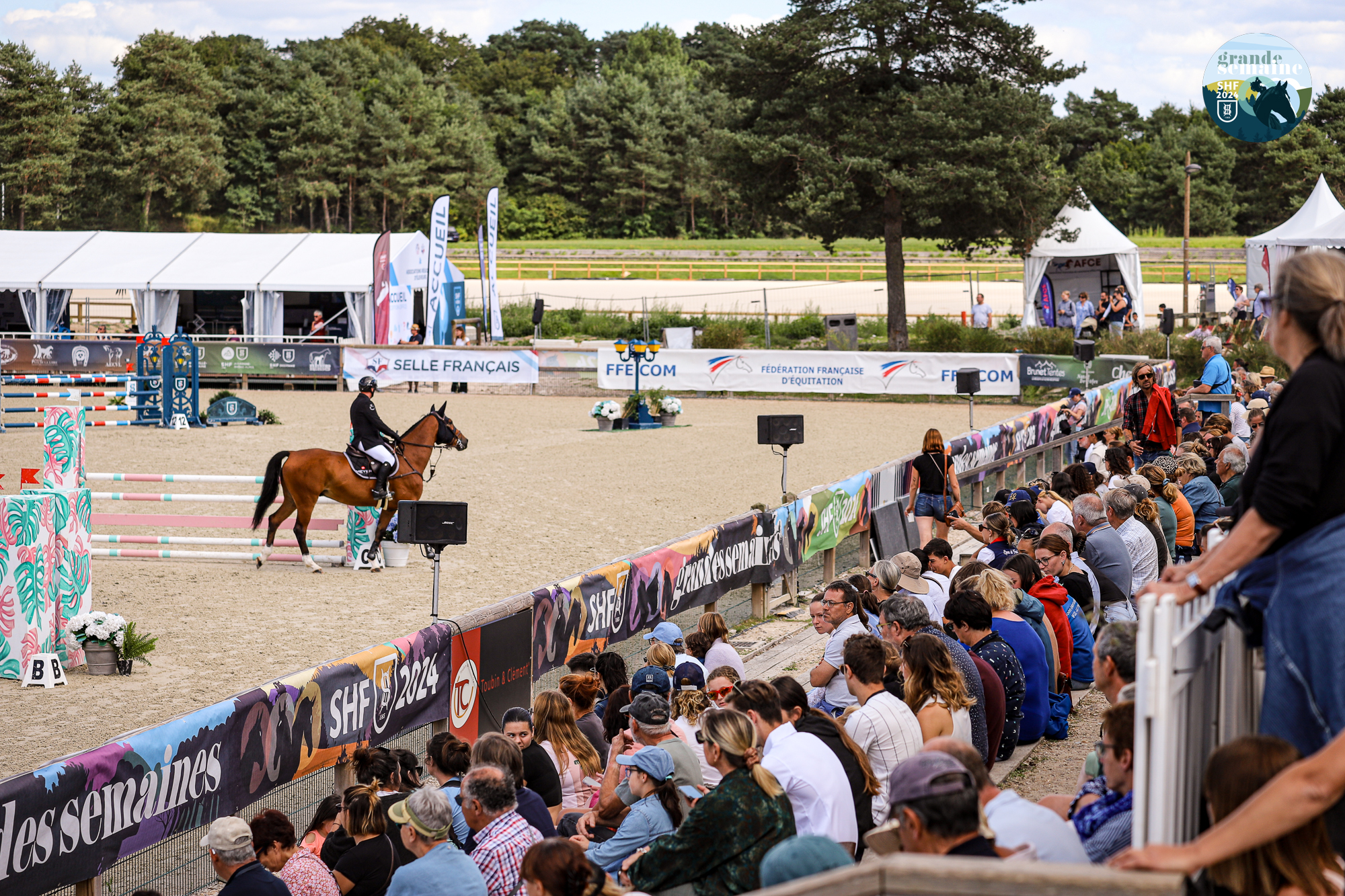
Finale nationale de CSO lors de la Grande Semaine de Fontainebleau 2024.

Pour les chevaux et poneys de 4 à 6 ans, la SHF propose plusieurs circuits adaptés aux différents profils de cavaliers et aux rythmes de progression des chevaux. Ces circuits ont pour but de sélectionner et de préparer les chevaux et poneys vers la compétition de haut niveau dans 6 disciplines :
- Saut d’Obstacles (CSO)
- Concours Complet d’Equitation (CCE)
- Dressage
- Attelage
- Endurance
- Hunter

Les épreuves du circuit régional permettent aux chevaux et poneys de se qualifier pour les Finales Nationales annuelles, organisées en fonction de la discipline et de la tranche d’âge.
La SHF propose plusieurs circuits adaptés aux différents profils de cavaliers et aux rythmes de progression des chevaux. Le Cycle Classique est destiné aux cavaliers professionnels, le Cycle Libre s’adresse aux cavaliers amateurs, tandis que le circuit Formation est conçu pour les chevaux plus tardifs, leur offrant une progression adaptée à leur développement.
Chaque année, le circuit enregistre des chiffres significatifs avec 15 000 chevaux et poneys engagés, 7 000 engageurs, 600 organisateurs et 200 juges. Plus de 5 300 épreuves sont organisées au sein de 1 200 concours régionaux, comprenant notamment des concours interrégionaux de saut d’obstacles et six finales nationales.

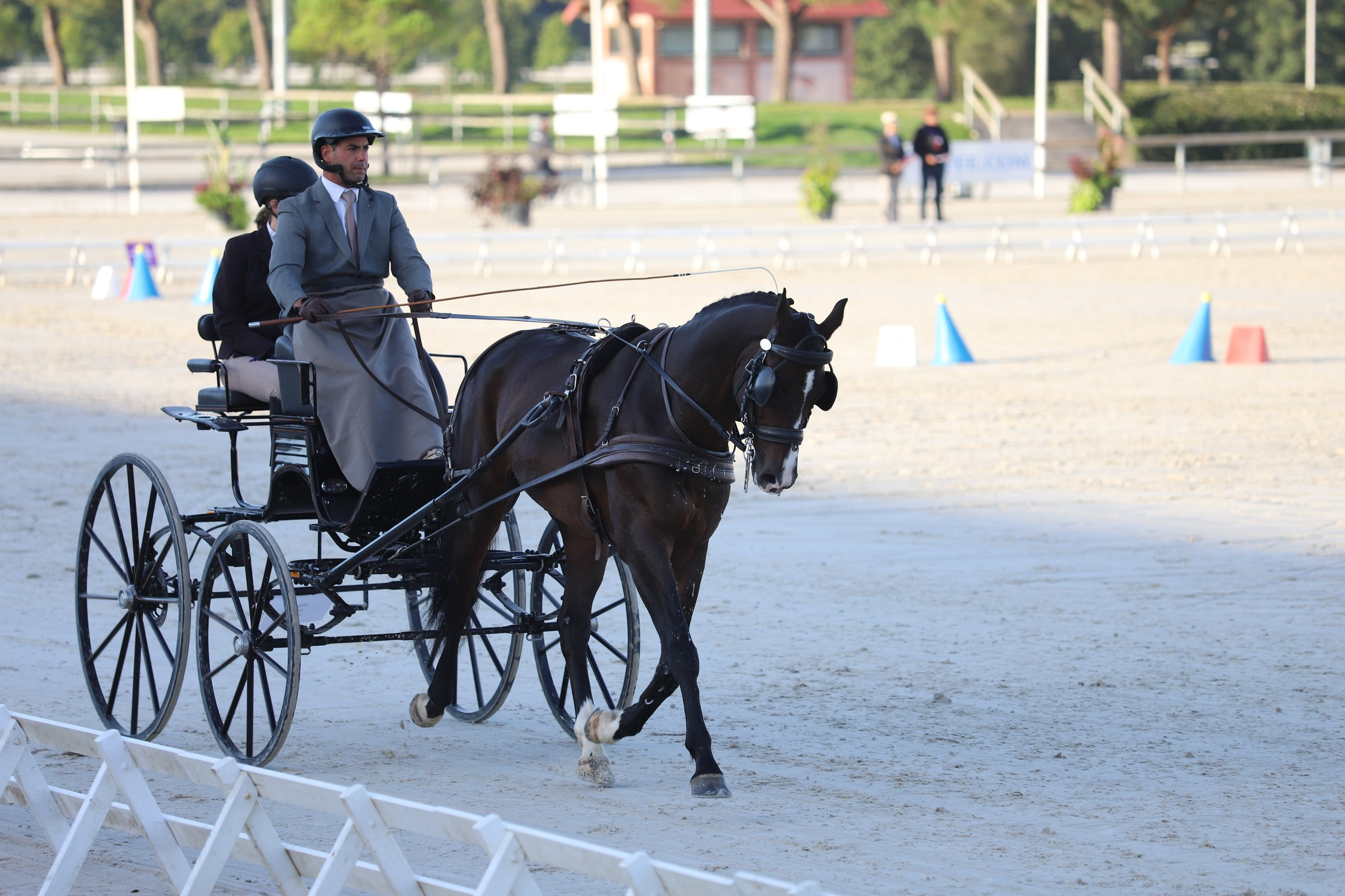
Grande Semaine de l'Attelage 2023 à Lamotte-Beuvron.

En parallèle, la SHF joue un rôle clé dans la sélection des jeunes chevaux pour les Championnats du Monde. Chaque année, elle désigne les représentants français pour les compétitions internationales de saut d’obstacles, de dressage et de concours complet. Elle participe également aux sélections pour le Championnat du Monde d’attelage.
Le bien-être animal est au cœur des préoccupations de la SHF depuis sa création il y a plus de 150 ans. Convaincue de l’importance d’un développement progressif et respectueux des jeunes chevaux, elle a conçu un circuit spécifique qui tient compte de leur croissance et de leur échelle de progression. Aujourd’hui, elle poursuit son engagement en accompagnant ses adhérents dans l’adoption de pratiques conformes aux exigences du bien-être animal. Elle s’intègre dans une stratégie collective avec les autres acteurs de la filière et met un point d’honneur à valoriser ces initiatives à travers des actions de communication et de sensibilisation.

## Bien-être animal: Les actions de la SHF
La Société hippique française (SHF) œuvre activement pour le bien-être équin et l’amélioration des pratiques dans la filière. La vaccination obligatoire contre la rhinopneumonie équine a été instaurée pour tous les équidés participant aux épreuves SHF.
Le Label Cavalier SHF a été mis en place afin de promouvoir des pratiques respectueuses des chevaux. Ce label engage les cavaliers à adhérer à la Charte du Bien-être équin. Dans le même esprit, les juges et commissaires au paddock bénéficient de formations spécifiques, leur permettant d’appliquer avec rigueur les principes de cette charte.
L’adaptation des tracés et des cotes des obstacles fait également partie des mesures mises en place. Les chefs de piste conçoivent des parcours en adéquation avec l’âge et l’expérience des jeunes chevaux. Par ailleurs, l’utilisation des protège-boulets en Cycle Classique a été interdite après avoir constaté des abus trop fréquents.
Afin de préserver l’intégrité physique des jeunes chevaux, la SHF impose des quotas de tours maximaux dans ses différents circuits. Les organisateurs de concours doivent également respecter un cahier des charges strict, garantissant la qualité des pistes et du parc d’obstacles
Les règlements évoluent chaque année dans une démarche constante d’amélioration, avec toujours la même priorité : le respect et la protection des jeunes chevaux. La lutte contre le dopage animal fait également partie des engagements de la SHF, qui participe activement aux contrôles et aux actions de sensibilisation sur ce sujet.
Le Certificat d’Engagement et de Connaissance, accessible via Equiclasses, sensibilise les futurs détenteurs d’équidés aux bonnes pratiques. L’application EquiPass permet un auto-diagnostic des pratiques liées au bien-être équin et aux obligations réglementaires. Enfin, la Grande semaine de Fontainebleau a obtenu le label Equures, garantissant un engagement fort en faveur du bien-être animal et du développement durable.